# Петар Поробић
Петар Поробић (Котор, 28. мај 1957 — 9. октобар 2023) био је црногорски ватерполо тренер.

## Биографија
Петар Поробић је играо у ВК Приморац и био омладински репрезентативац Југославије. Тренерским позивом са бави од 1982. године и био је на кормилу ВК Приморац и ВК Бечеј са којим је освојио два пута дуплу круну у домаћем првенству. Из Бечеја је 1997. отишао у Јадран. Са клубом који је био пред распадом стигао је до три шампионске титуле, два победника Купа СЦГ и другог места у Европи. Водио је између осталих још и Штурм, Галатасарај...
Био је члан стручног штаба репрезентације СРЈ од 1999. Водио је, после оставке Николе Стаменића, „плаве” самостално на Светском купу у Сиднеју 1999. кад је селекција освојила пето место. Ненад Манојловић га је изабрао за помоћника у јануару 2000. Освојио је све медаље у периоду од Олимпијских игара у Сиднеју до Игара у Атини.